# Manuel Ordás
Manuel Ordás, nacido el 21 de febrero de 1998 (27 años) es un jugador de rugby franco-español que juega como apertura.

## Biografía
Formado en el Anglet Olympique , donde empezó a jugar al rugby a los cinco años, se unió al Aviron Bayonnais como cadete en 2014. Siguió toda su formación con las categorías inferiores del Aviron Bayonnais y luego disputó su primer partido con los profesionales el 26 de noviembre de 2017 en el estadio Guy-Boniface contra el Stade Montois. En 2019 disputó las fases finales del Pro D2 y el club anunció su extensión hasta 2022.
En febrero de 2021, debido a sus orígenes españoles, fue seleccionado por primera vez con la Selección de España. Hizo su debut el 7 de febrero de 2021, durante un partido contra la Selección de Portugal en Madrid.
En juin 2022, Bayona no lo renovó y abandonó el club después de 55 partidos disputados.

## Palmarés

### ConAviron bayonnais
- Campeonato de Francia Pro D2:
  - Campeón (2): 2019 y 2022